# 玄妙寺

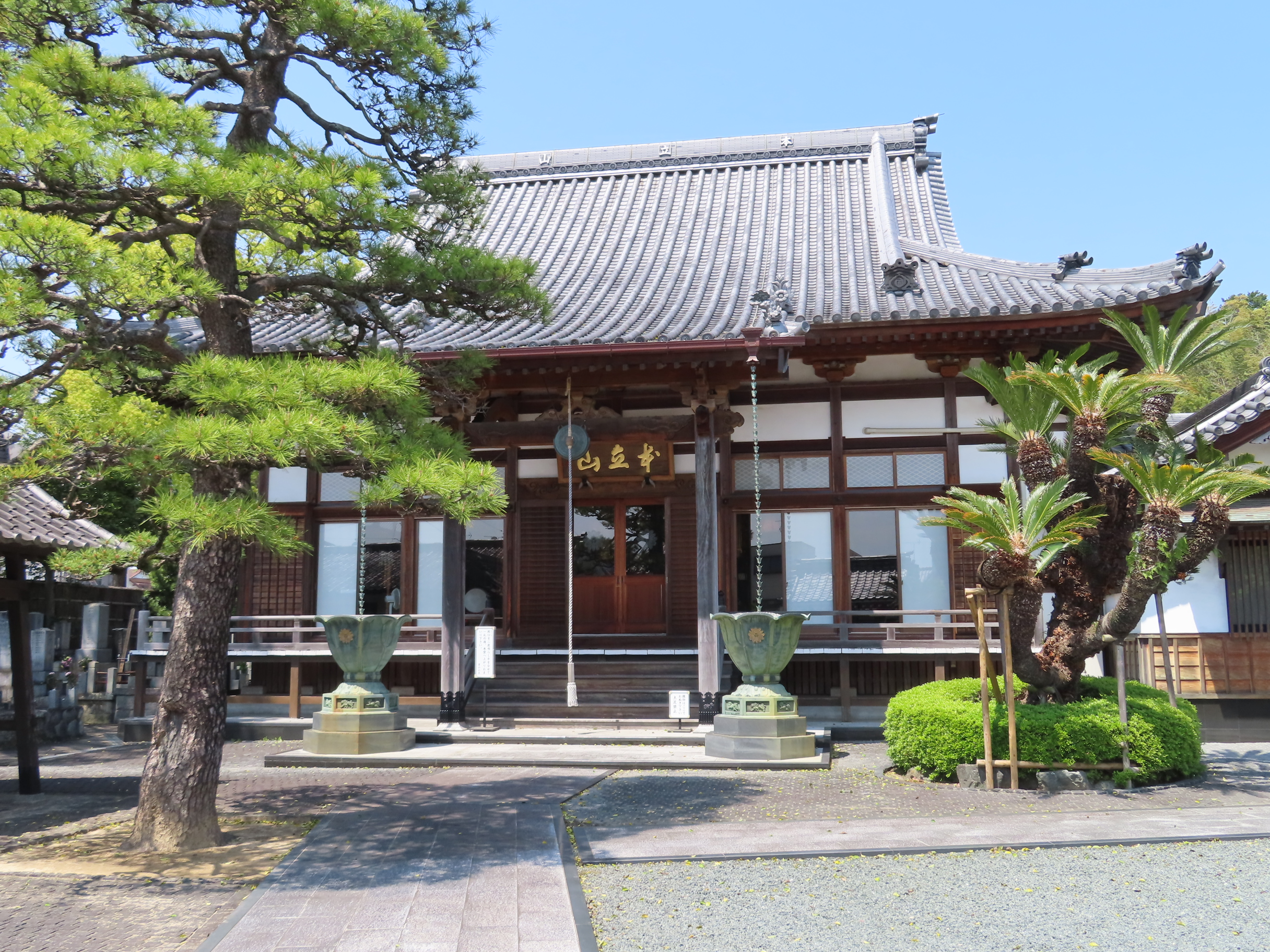
本堂

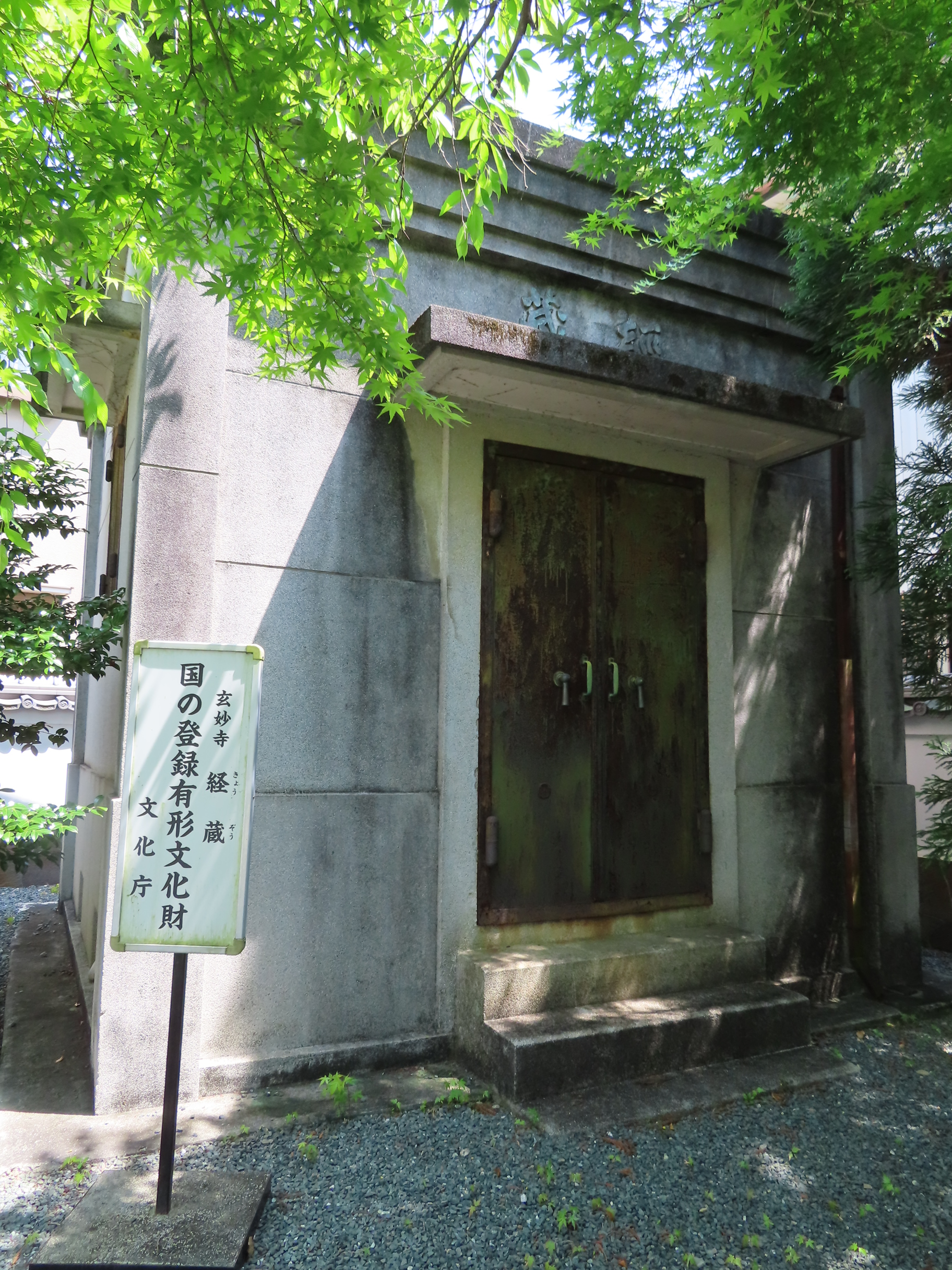
経蔵

玄妙寺（げんみょうじ）は、静岡県磐田市にある日蓮宗の本山（由緒寺院）。山号は本立山。

## 沿革
- 永徳 3年（1383年） - 日什上洛の折、当地に小庵を結ぶ。
- 元中 2年（1385年） - 日什小庵を玄妙寺として開創する。

日什得道の寺と称し、転法輪の寺妙満寺、涅槃の寺妙法寺と共に什門三本山と称される。
- 什門の名刹として、その後、戦前に至るまで顕本法華宗本山であった。同宗は政府の意向により1941年に日蓮宗、本門宗と合同した。戦後什門再独立派の大本山妙満寺、本山妙法寺、本山天妙國寺、本山寂光寺等200箇寺が宗派離脱したものの、什門改革派は日蓮宗に残り玄妙寺は什門四本山（妙國寺、本興寺、玄妙寺、妙立寺）の一つとなる。なお中間派は単立として現在に至る（品川本光寺等）。
- 日蓮宗に残留した180箇寺は宗内で「日蓮宗什師会」を組織している。
- 毎年11月12日～13日の御命講（お会式）は有名。

現住は56世渡邊日易貫首（横浜市本長寺より晋山）。什師法縁。
経蔵、門柱及び塀が国の登録有形文化財に登録されている。

## 旧末寺
日蓮宗は1941年（昭和16年）に本末を解体したため、現在では旧本山、旧末寺と呼びならわしている。
- 広居山妙行寺（愛知県名古屋市中村区五反城町）

## アクセス
- 東海道線磐田駅より秋葉バス遠州森町行き・遠鉄バス31系統磐田市立病院行きに乗車し、旧見附学校下車徒歩3分

## 関連資料
- 日蓮宗寺院大鑑編集委員会『宗祖第七百遠忌記念出版 日蓮宗寺院大鑑』大本山池上本門寺 (1981年）
- 日蓮宗什師会『日什門流読本』日蓮宗新聞社（2004年）